# Martin Kohler
Martin Kohler (Walenstadt, Sankt Gallen, 17 de juliol de 1985) és un ciclista suís, professional des del 2007.
En el seu palmarès destaca la victòria al Campionat de Suïssa de contrarellotge de 2011 i la del 2012 al Campionat nacional en ruta.

## Palmarès
- 2007
  - Vencedor d'una etapa del Tour de l'Avenir
- 2008
  - 1r al Gran Premi Kyburg
- 2011
  -  Campió de Suïssa contrarellotge
- 2012
  -  Campió de Suïssa en ruta
- 2014
  - Vencedor de la classificació dels punts al Tour de Romandia

### Resultats al Giro d'Itàlia
- 2010. Abandona (2a etapa)
- 2011. Abandona (13a etapa)

### Resultats a la Volta a Espanya
- 2011. 111è de la classificació general
- 2013. 66è de la classificació general